# Harlan County U.S.A.
Harlan County U.S.A. ist ein US-amerikanischer Dokumentarfilm aus dem Jahr 1976 von der Filmemacherin Barbara Kopple über den Brookside-Streik, einem Unterfangen von 180 Kohlebergleuten und ihren Frauen für sicherere und fairere Arbeitsbedingungen und gerechtere Bezahlung. Der Film wurde erstmals am 15. Oktober 1976 auf dem New York Film Festival gezeigt.
Bei der 49. Oscarverleihung wurde die Dokumentation mit dem Oscar in der Kategorie „Bester Dokumentarfilm“ ausgezeichnet.

## Hintergrund
Kopple wollte zunächst einen Film machen über Miners for Democracy, einer Dissidentenbewegung innerhalb der Bergbaugewerkschaft United Mine Workers of America, und deren Bestreben, den Gewerkschaftsführer Tony Boyle von seinem Posten zu entfernen. Als Bergleute des Brookside-Bergwerks in Harlan County in Kentucky im Juni 1973 in einen Streik traten, begab sich Kopple dorthin, um den Streik, an dessen Organisation die UMWA beteiligt war, gegen die Duke Power Company zu filmen. Der Streik erwies sich als das interessantere Thema, so dass Kopple den Schwerpunkt ihres Films änderte.
Kopple traf zunächst auf Widerstand seitens der Bergleute, da niemand wusste, was die „herumschnüffelnde Hippie-Crew aus New York“ dort wolle.
Kopple und ihre Crew verbrachten Jahre mit den im Film vorgestellten Familien und dokumentierten die Notlage, in der sie sich befanden, während sie für sicherere Arbeitsbedingungen, faire Arbeitspraktiken und angemessene Löhne streikten. Sie folgten ihnen beim Streiken vor der Börse in New York, filmten Interviews mit Menschen mit Anthrakose und bekamen dabei sogar Bergleute vor die Kamera, auf die beim Streiken geschossen wurde.
Der wichtigste Streitpunkt des Streiks war das Beharren des Unternehmens darauf, eine Kein-Streik-Klausel in den Vertrag aufnehmen zu wollen. Die Bergleute befürchteten, dass die Aufnahme einer solchen Bestimmung in der Vereinbarung ihren Einfluss auf die lokalen Arbeitsbedingungen einschränken würde.
Anstelle einer überspannenden Erzählung ließ Kopple die Worte und Taten der Menschen für sich sprechen. Beispielsweise versuchen Beteiligte, ihre Waffen zu Beginn des Streiks noch vor der Kamera zu verbergen. Als der Streik bereits ein Jahr dauert, zeigen beide Seiten ihre Waffen offen. Kopple hielt es für wichtig, weiter zu filmen (oder so zu tun, wenn kein Film mehr da war), denn ihre Präsenz und Unterstützung hielt die Gewalt tatsächlich im Zaum.
Kopple gibt auch Statistiken über die Unternehmen und Beschäftigten zur Unterstützung der Streikenden weiter, wie z. B. die Tatsache, dass die Gewinne der Duke Power Company in einem einzigen Jahr um 170 Prozent gestiegen waren. Unterdessen erhielten die streikenden Bergleute, von denen viele unter ärmlichen Bedingungen ohne Versorgungseinrichtungen wie fließendes Wasser lebten, eine Gehaltserhöhung von 4 %, obwohl die Lebenshaltungskosten im gleichen Jahr um 7 % gestiegen waren.
Joseph Yablonski war ein leidenschaftlicher, populärer Gewerkschaftsvertreter, der von vielen Bergleuten geliebt wurde. Yablonski forderte W.A. "Tony" Boyle 1969 für die Präsidentschaft der UMWA heraus, verlor aber bei einer Wahl, die allgemein als korrupt angesehen wurde. Später in demselben Jahr wurden Yablonski und seine Familie in ihrem Haus ermordet aufgefunden. Tony Boyle wird schon früh im Film bei guter Gesundheit gezeigt. Später sieht man ihn gebrechlich, kränklich und in einem Rollstuhl, als er die Stufen des Gerichtsgebäudes hinaufgetragen wird, um sich einer Verurteilung zu stellen, weil er einem anderen Mitglied des Gewerkschaftsvorstands 20.000 Dollar für die drei Auftragsmörder gegeben hatte.
Nach fast einem Jahr wird ein streikender Bergarbeiter namens Lawrence Jones während eines Kampfes erschossen. Jones war sehr beliebt, jung und hatte eine 16-jährige Frau und ein Baby. In der Dokumentation ist zu sehen, wie seine Mutter während seiner Beerdigung zusammenbricht, vor Qual schreit und von anwesenden Männern weggetragen wird. Dieser Moment, mehr als jeder andere, zwingt schließlich die Streikenden und das Management, sich wieder an den Verhandlungstisch zu begeben.
Eine zentrale Figur in der Dokumentation ist Lois Scott, die eine wichtige Rolle bei der Mobilisierung der Gemeinde zur Unterstützung des Streiks spielt. Mehrmals ist sie zu sehen, wie sie diejenigen geißelt, von denen sie glaubt, dass sie an den Streikpostenlinien fehlten. In einer Szene zieht Scott eine Pistole aus ihrem BH.
In einem Interview mit Variety wurde Kopple gefragt, ob sie während ihrer Arbeit zu Harlan County U.S.A. in Gefahr gewesen sei. Sie enthüllte, dass der oberste Streikbrecher, Basil Collins, jemanden beauftragen wollte, um sie zu erschießen, aber das gefährlichste waren die Gewaltakte der Grubenbesitzer gegen die Bergleute. Die Grubenbesitzer hätten „lokale Gefangene bezahlt, um Leute zu verprügeln und auf Häuser zu schießen. Die Menschen mussten ihre Wände mit Matratzen auskleiden“.

## Auszeichnungen
Der Film wurde bei der Oscarverleihung 1977 mit dem Oscar in der Kategorie „Bester Dokumentarfilm“ ausgezeichnet.
1990 wurde Harlan County U.S.A. in die National Film Registry aufgenommen.

## Rezeption
Harlan County U.S.A. erhielt von Kritikern allgemein positive Bewertungen. Auf Rotten Tomatoes hat der Film eine Bewertung von 100 %, basierend auf 11 Rezensionen, mit einer durchschnittlichen Bewertung von 8,7/10.
Roger Ebert lobte den Film nach einer Wiederaufführung und schrieb „Der Film behält all seine Macht, in der Geschichte eines Bergarbeiterstreiks in Kentucky, wo die Firma bewaffnete Schläger einsetzte, um Streikbrecher in die Minen zu eskortieren, und die effektivsten Streikenden waren die Frauen der Bergleute - aufrecht, unbezwingbar und mutig. Der Film enthält eine berühmte Szene, in der vor Tagesanbruch auf die Streikenden in der Dunkelheit geschossen wird, und Kopple und ihr Kameramann werden niedergeschlagen und verdroschen.“